# Rhamphomyia flavobasalis
Rhamphomyia flavobasalis är en tvåvingeart som beskrevs av Frey 1951. Rhamphomyia flavobasalis ingår i släktet Rhamphomyia och familjen dansflugor. Inga underarter finns listade i Catalogue of Life.